# Robert Devereux, III conde de Essex
Robert Devereux, III conde de Essex (11 de enero de 1591-14 de septiembre de 1646) fue un noble, parlamentario y militar inglés durante la primera mitad del siglo XVII. Participó como general parlamentario en la Guerra Civil Inglesa. 

## Vida
Era hijo de Robert Devereux, II conde de Essex, valido de Isabel I, que acabó ejecutado por la reina por cargos de conspiración y traición. Entre 1620 y 1640 participó en varias campañas militares, entre las que se encuentra el ataque a Cádiz de 1625, encuadrada dentro de la Guerra anglo-española (1625-1630).
Con el inicio de la guerra civil inglesa, en 1642, se convirtió en el primer capitán general y comandante en jefe del ejército parlamentario, también conocido como Roundhead (cabezas redondas). Sin embargo, se mostró incapaz e indeciso para otorgar un golpe definitivo al ejército realista del rey Carlos I. Finalmente, fue eclipsado, dentro del bando parlamentario, por el ascenso de Oliver Cromwell y Thomas Fairfax y renunció a su cargo en 1646.